# Strajk na Uniwersytecie Jagiellońskim (1910–1911)
Strajk na Uniwersytecie Jagiellońskim w 1910 roku (Zimmermaniada) – protesty studenckie przeciwko zatrudnieniu ks. Kazimierza Zimmermanna na Uniwersytecie Jagiellońskim na przełomie 1910 i 1911 roku, zakończone czasowym zamknięciem uczelni.

## Historia
We wrześniu 1910 roku cesarz Franciszek Józef mianował ks. Kazimierza Zimmermanna wykładowcą socjologii na Uniwersytecie Jagiellońskim. Spowodowało to żywą dyskusję w prasie, gdyż czasopisma prawicowe wyrażały zadowolenie z powierzenia księdzu wykładu z drażliwej społecznie socjologii, natomiast prasa lewicowa wyrażała oburzenia na klerykalizację uczelni. Część studentów wyraziła także oburzenie z powodu otwarcia pierwszego wykładu Zimmermanna dla wszystkich chętnych, co uznali za manifestację klerykalności uczelni. Na tym wykładzie doszło do przepychanek i bójki pomiędzy studentami prawicowymi i lewicowymi, a w następnych dniach pojawiły się ulotki wzywające studentów do bojkotu zajęć Zimmermanna. Oburzenie, także grupy dotąd niezaangażowanej, wywołało złożenie przez UJ zawiadomienia o bójce do prokuratury. Przywódcami protestu byli Franciszek Sarnek, Czesław Kuźniar, Stefan Heltman oraz Jadwiga Bujwidówna.
Przed drugim wykładem Zimmermanna delegacja studencka złożyła rektorowi prof. Augustowi Witkowskiemu żądanie wycofania zawiadomienia z prokuratury i wydania zgody na organizację kolejnego wiecu. Rektor domagał się w zamian pomocy w ustaleniu i ukaraniu prowodyrów dotychczasowych zamieszek. Propozycja została odrzucona, a konflikt zaostrzył się, zaś senat w odpowiedzi powołał komisję dyscyplinarną. Wówczas studenci solidarnie złożyli 614 legitymacji i oświadczeń o przyznaniu się do przewodzenia zamieszkom. Sprawie sporu na UJ debatę poświęcił parlament w Wiedniu, studentów popierał na forum parlamentarnym poseł Ignacy Daszyński. Kilka następnych wykładów Zimmermanna przebiegało bez zakłóceń, ale 29 listopada nie dopuścili do przeprowadzenia wykładu, a władze uczelni uznały wiec za nielegalny i zapowiedziały ukaranie uczestników.
Z uczelni relegowano trzech studentów, 16 ukarano naganą, a 36 upomnieniem. W odpowiedzi studenci rozpoczęli strajk i 28 stycznia 1911 roku o 15:00 weszli do sal wykładowych, wzywając wszystkich do ich opuszczenia. Następnego ranka wewnątrz gmachu zabarykadowała się młodzież przeciwna strajkowi, jednak kilku studentom udało się przedostać przez bramę i otworzyć wejście do przedsionka, ale już nie do budynku. W tym dniu uniwersytet otoczyła kordonem policja, przybyła na prośbę rektora. Po południu strajkującym udało się zająć budynek, wówczas rektor poprosił komendanta policji o usunięcie protestujących siłą, ale komendant odmówił. Jednocześnie pod budynkiem zbierał się coraz większy tłum, do opanowania którego wezwano batalion wojska. Po południu prof. Witkowski poinformował protestujących, że decyzją ministra oświaty uniwersytet został zamknięty. Strajkujący zgodzili się wówczas opuścić uczelnię, zażądali jednak uprzedniego wycofania wojska, co też nastąpiło. Pod budynkiem odbył się wówczas wiec, na którym przemawiał Ignacy Daszyński.
Solidarność z uczestnikami protestu wyrazili studenci uniwersytetu w Wiedniu, a austriacka prasa krytykowała postawę władz UJ i konserwatywnego ministra oświaty Karla Stürgksa. 8 lutego na gmachu uniwersytetu zawieszono obwieszczenie rektora o zamknięciu uczelni do 27 marca. Semestr miał zostać zaliczony studentom, którzy złożą „pisemne przyrzeczenie ścisłego stosowania się do ustaw akademickich, tudzież posłuszeństwa i poszanowania władz uniwersyteckich”. Zamknięcie uczelni sparaliżowało organizowanie dalszych protestów, a spór przeniósł się do prasy.
Spośród przywódców strajku Franciszka Sarnka relegowano na dwa semestry i skazano na dziesięć dni aresztu, który zamieniono na 50 koron grzywny. Kolejnych 11 studentów relegowano z uczelni na jeden semestr, a sześciu ukarano naganą. W zajściach wzięła udział m.in. Kazimiera Iłłakowiczówna, wówczas studentka filologii polskiej.
Od nazwiska Kazimierza Zimmermanna protest nazywano zimmermaniadą.